# Lyciasalamandra atifi
Lyciasalamandra atifi là một loài kỳ giông thuộc họ Salamandridae.
Loài này chỉ có ở Thổ Nhĩ Kỳ.
Môi trường sống tự nhiên của chúng là rừng ôn đới và vùng nhiều đá.
Chúng hiện đang bị đe dọa vì mất môi trường sống.